# Suore domenicane di San Tommaso d'Aquino
Le Suore Domenicane di San Tommaso d'Aquino (in spagnolo Congregación de Dominicas de Santo Tomás de Aquino; sigla D.S.T.A.) sono un istituto religioso femminile di diritto pontificio.

## Storia
La congregazione fu fondata da María Rosa de la Torre: costretta a lasciare il monastero delle domenicane di Santa Catalina a Città del Messico a causa della sua malferma salute, il 23 febbraio 1913 aprì un collegio per bambini poveri, dando origine alla nuova comunità.
L'istituto, aggregato all'ordine dei frati predicatori dall'8 maggio 1953, ricevette il pontificio decreto di lode nel 1973.

## Attività e diffusione
Le suore si dedicano all'istruzione primaria e secondaria in scuole e collegi, al lavoro nei dispensari e alle missioni.
Oltre che in messico, sono presenti negli Stati Uniti d'America; la sede generalizia è a Città del Messico.
Alla fine del 2015 l'istituto contava 181 religiose in 30 case.